# Kraal

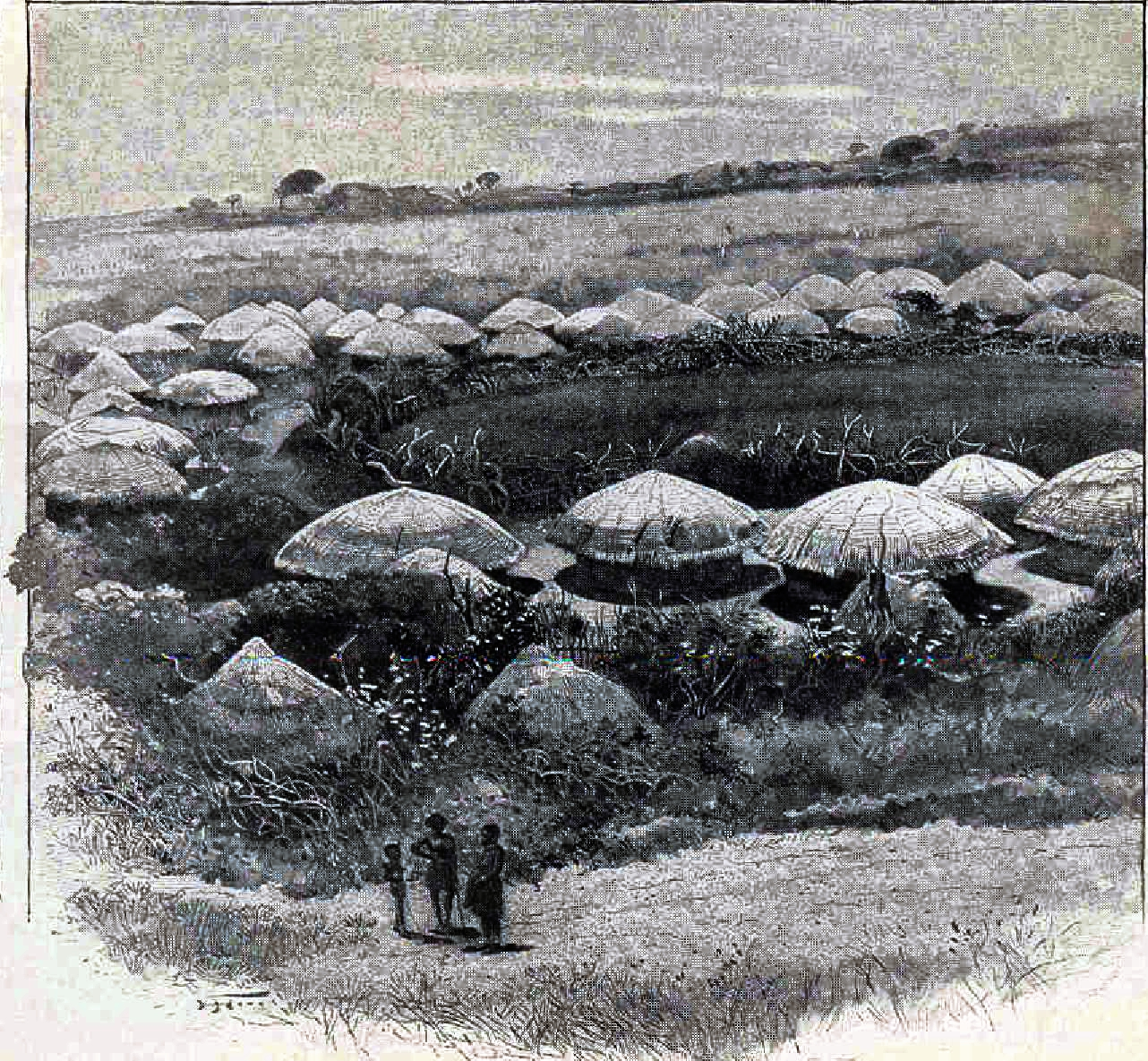
Egy kraal illusztrációja Bulawayo közelében a 19. században.

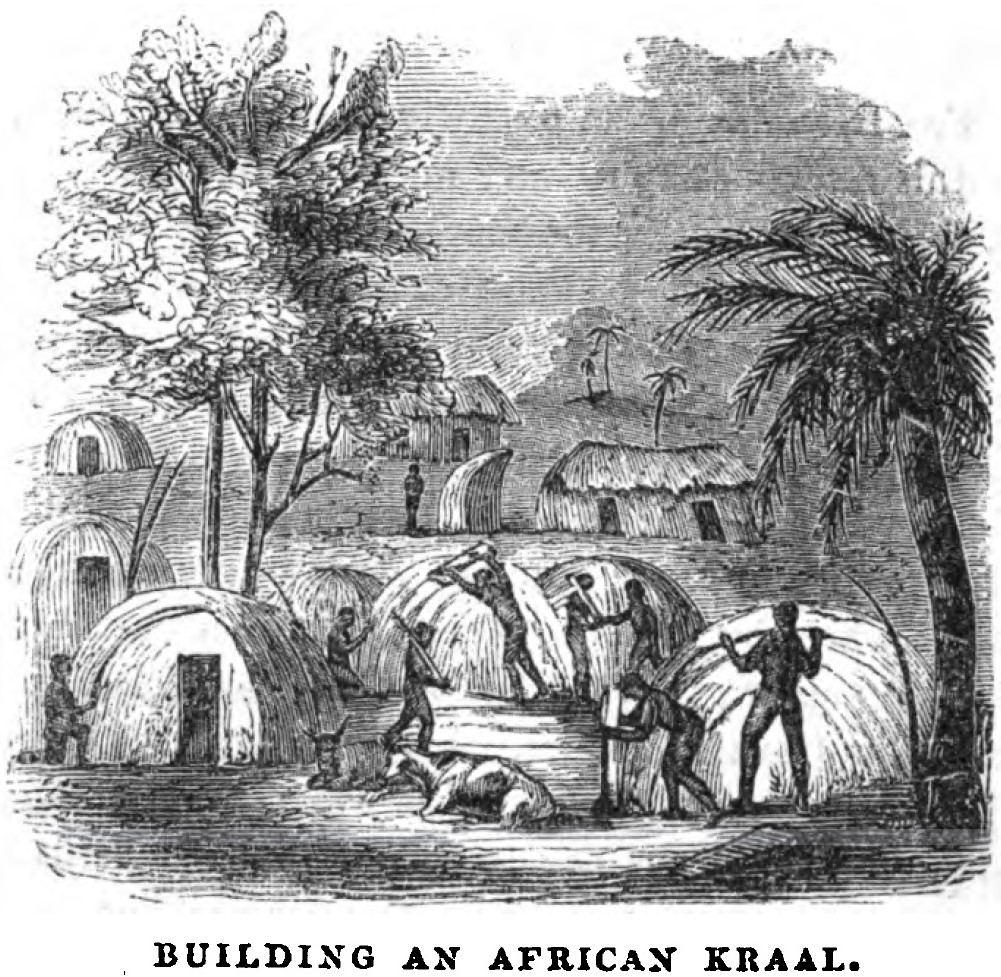
Egy afrikai kraal építése (1853. júliusa, 78. o.)

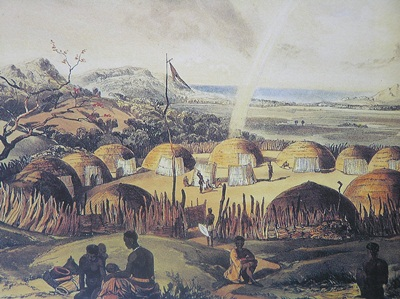
Zulu kraal Umlazi közelében, Natal.

A kraal (más formában: craal vagy kraul, magyarul kiejtve král) egy afrikaans és holland szó, amelyet a dél-afrikai angol nyelvben is használnak. Egy dél-afrikai településen vagy faluban található, szarvasmarhák vagy más jószágok számára kialakított, nagyjából kör alakú, tüskebokor-ágakból, palánkból, sárból, vagy más anyagból épített elkerített területet jelöl. Hasonló a kelet- vagy közép-afrikában használt bomához.
Curaçaón, egy másik holland gyarmaton a kerítés neve „koraal” volt, ami korallt jelent, ezt a papiamentu nyelvben „kura”-nak fordították le, ez a szó ma is használatos bármilyen zárt területre, például kertre.

## Etimológia
Az afrikaans nyelvben a kraal kifejezés a portugál curral szóból származik, rokon értelmű a spanyol nyelvű corral szóval, amely önállóan került be az angol nyelvbe. Kelet- és Közép-Afrikában az állattartásra használt terület megfelelője a boma, de ez a szó tágabb jelentést is kapott.
Egyes dél-afrikai területeken a kraal kifejezést a cserkészetben is használják a cserkészcsapat megnevezésére.

## Tanyaként való felhasználás
A kifejezés elsősorban a dél-afrikai Nguni-nyelvű népekre jellemző, szétszórtan elhelyezkedő tanyatípusra utal. Bár a gyarmatosítás időszakától kezdve a dél-afrikában élő európaiak és a történészek általában az egész települést kraal-nak nevezték, a néprajzkutatók már régóta feismerték, hogy a kifejezés a tanyán belüli állattartó területre vonatkozik. A modern kutatók a tanyákon belüli több emberi lakóhelyet (xhosza nyelven umzi, zulu: umuzi, szotó: mutsi, szvázi: umuti) házaknak (egyes számban indlu; többes számban xhosza és zulu nyelven izindlu, szotó nyelven dintlu, szvázi nyelven tindlu) neveznek meg.
Az állatok számára kialakított karámokat és a kifejezetten védelmi céllal készült zárt területeket szintén kraal-nak nevezik.

## Zulu kraal-ok
A zuluk számára a kraal, vagy zulu nyelven isibaya, lakóhelyként, vallási központként, és védelmi állásként szolgál. Az iQukwane méhkas-szerű kunyhók kör alakú elrendezése, amelyeket hagyományosan a nők építettek. Belső területét a szarvasmarhák tartására alakították ki. Ezek a települések mindig Zululföld számos dombjának egyikére épültek fel, a domb oldala felé tájolva. A „kraal” kifejezés egyszerre utal magára a falura és a szarvasmarhák számára kialakított központi területre.

### Elrendezés
A kraalok egy domb lefelé lejtő oldalára épülnek, a bejárat a domb aljára néz, higiéniai, védelmi és rituális okokból. Az egész kraal-t egy külső fakerítés övezi, majd egy belső karám a szarvasmarhák számára. A bejárattal szemben lévő kunyhó a törzsfőnök anyjának vagy magának a törzsfőnöknek az otthona volt. A törzsfőnökhöz legközelebbi kunyhók a feleségeinek otthonai, a főnök kedvenc feleségének a kunyhója állt a legközelebb a sajátjához. A bejárathoz közelebb, a falu fiainak kunyhói a bal oldalon, a falu lányainak kunyhói pedig a jobb oldalon helyezkedtek el. Minden kunyhóban volt egy umszamó (umsamo), egy különleges szertartásos terület, a legfontosabb umszamó a főnök kunyhójában helyezkedett el. A bejárathoz legközelebbi kunyhókat vendégek és látogatók fogadására használták. Ezenkívül a kraal-ban több őrtorony is állt.

### Vallási felhasználás
A főnök kunyhójában lévő umszamó fontos hely volt az ősök szellemeivel való kapcsolattartáshoz. Hasonlóképpen a szarvasmarha-kerítés nyugati oldalán is volt egy hely, amelyet a törzs őseinek szenteltek. Ezeket a rituálékat általában a törzsfőnök végezte, aki a hagyományos zulu társadalomban a politikai hatalom mellett fontos vallási szerepet töltött és tölt be napjainkban is.

## Fordítás
Ez a szócikk részben vagy egészben  a   Kraal című angol Wikipédia-szócikk ezen változatának fordításán alapul.  Az eredeti cikk szerkesztőit annak laptörténete sorolja fel. Ez a jelzés csupán a megfogalmazás eredetét és a szerzői jogokat jelzi, nem szolgál a cikkben szereplő információk forrásmegjelöléseként.